# Ali Yerlikaya
Ali Yerlikaya (Konya, 11 ottobre 1968) è un politico e funzionario turco, ministro degli Interni della Turchia dal 4 giugno 2023.
In precedenza è stato governatore della provincia di Istanbul dal 2018 al 2023. A seguito dell'annullamento delle elezioni municipali di Istanbul del marzo 2019, Yerlikaya è stato nominato per breve tempo sindaco facente funzioni della città fino alla ri-elezione del candidato di opposizione Ekrem İmamoğlu nel giugno dello stesso anno.
Ha inoltre svolto la carica di governatore della provincia di Şırnak dal 2007 al 2010, della provincia di Ağrı dal 2010 al 2012, della provincia di Tekirdağ dal 2012 al 2015, e della provincia di Gaziantep dal 2015 al 2018.

## Biografia
Nato e cresciuto a Konya, in Anatolia Centrale, Yerlikaya si è laureato in amministrazione pubblica presso la Facoltà di Scienze Politiche dell'Università di Istanbul nel 1989. All'inizio degli anni '90 ha iniziato a lavorare presso il Ministero dell'Interno come governatore distrettuale a Felahiye, Erzin, Derebucak, Hilvan e Sarıkaya.
Yerlikaya è stato inoltre consulente legale del Ministero dell'Interno e capo di gabinetto del Ministero della Sanità, nonché membro del consiglio direttivo dell'Unione turca dei datori di lavoro pubblici dell'industria pesante e del settore dei servizi (TÜHİS).

### Vita privata
Yerlikaya è sposato e ha quattro figli.